# Phegopteris distans
Phegopteris distans là một loài thực vật có mạch trong họ Thelypteridaceae. Loài này được (D. Don) H. Christ miêu tả khoa học đầu tiên năm 1901.